# 라이 증후군
라이 증후군(Reye syndrome)은 급속 진행성 뇌증이다. 증상으로는 구토, 성격 변화, 혼란, 발작, 의식 불명을 포함한다. 간독성이 일반적으로 발생하지만, 황달은 흔히 발생하지 않는다. 사망률은 라이 증후군 환자 중 20~40%에 달하며 생존자 중 약 3분의 1이 상당한 뇌손상을 겪는다.
라이 증후군의 병인은 알려져 있지 않다. 인플루엔자나 수두와 같은 바이러스 감염으로부터 회복된 직후 시작하는 것이 보통이다. 약 90%가 아스피린 사용과 관련되어 있다. 신생아 대사 이상 또한 위험 요인이다. 혈액 검사에서는 고암모니아혈증, 저혈당증, 프로트롬빈 시간 연장 등이 나타날 수 있다. 종종 간이 비대해지기도 한다.
일반적으로 어린이에게 아스피린을 복용하지 않게 함으로써 예방할 수 있으며 대체 의약품으로 아세트아미노펜(타이레놀)은 복용할 수 있다.( 어린이에게 아스피린을 복용하지 않게 함으로써 90% 이상이 감소한 것이 관찰되었다. 초기 진단은 결과를 개선할 수 있다. 지지적인 치료가 현실적이다. 만니톨을 사용하면 뇌부종에 도움을 줄 수 있다.
라이 증후군을 최초로 상세히 기록한 것은 1963년 더글라스 라이(Douglas Reye)이다. 어린이들이 매우 흔히 영향을 받는다. 한 해에 100만 명의 어린이 중 1명 꼴로 영향이 있다. 어린이에게 아스피린 복용을 권고하는 일은 라이 증후군으로 인해 철회되었으며, 아스피린을 사용하는 일은 가와사키병에만 권고된다.